# Vought F-8 Crusader
Vought F-8 Crusader (originalno F8U) je bilo enomotorno nadzvočno palubno lovsko letalo ameriškega proizvajalca Vought. Načrtovan je bil za Ameriško mornarico in marince, kot naslednik predhodnika Vought F7U Cutlass. Prvi F-8 je poletel februarja 1955 in je bil zadnji ameriški lovec, ki je bil primarno oborožen s topovi. Veliko se je uporabljal v Vietnamski vojni in tudi kot izvidniško letalo v času Kubanske krize. RF-8 Crusader je bila verzija za zračno fotografiranje in izvidništvo. V ZDA je bil v uporabi do leta 1987.
Septembra 1952 je Ameriška mornarica podala specifikacije za novega lovca: imel naj bi hitrost Mach 1,2 na višini 9 kilometrov, hitrost vzpenjanja 127 m/s in pristajalno hitrost največ 160 km/h. Korejska vojna je pokazala, da so 12,7-mm strojnice prešibke za nova reaktivna letala, zato so namestili 20-mm top. 
Posebnost Crusaderja za razliko od drugih lovcev so visoko nameščena krila, kar je zahtevalo namestiti pristajalno podvozje pod trupom. Posebnost so tudi krila s spremenljivim nagibom (to ni isto kot gibljivo krilo, pri katerem se spreminja naklon), lahko so se premikala za 7°. Za večji vzgon pri manjših hitrosti so uporabljali tudi predkrilca, ki so se spustila za 25° in zakrilca, ki so spustila za 30°. Poganjal ga je turboreaktivni motor Pratt & Whitney J57 z dodatnim zgorevanjem.
V testnega Crusaderja so tudi prvič vgradili digitalni fly-by-wire.
Glavni konkurent je bil Grumman F-11 Tiger, modernizirani dvomotorni McDonnell F3H Demon (ki je pozneje postal McDonnell Douglas F-4 Phantom II) in North American F-100 Super Sabre »Super Fury«.

## Tehnične specifikacije (F-8E)
Podatki iz The Great Book of Fighters and Quest for Performance Combat Aircraft since 1945
Splošne karakteristike
- Posadka: 1
- Tovor: 5 000 lb (2 300 kg) orožja
- Dolžina: 54 ft 3 in (16,53 m)
- Razpon kril: 35 ft 8 in (10,87 m)
- Višina: 15 ft 9 in (4,80 m)
- Površina kril: 375 ft² (34,8 m²)
- Aeroprofil: NACA 65A006 mod koren, NACA 65A005 mod konec krila
- Vitkost: 3,42:1
- Teža praznega letala: 17 541 lb (7 956 kg)
- Naložena teža: 29 000 lb (13 000 kg)
- Pogon letala: 1 × Pratt & Whitney J57-P-20A turboreaktivni motor z dodatnim zgorevanjem
  - Potisk motorjev (suh): 10 700 funtov (47,6 kN)
  - Potisk motorjev z dodatnim zgorevanjem: 18 000 lbf (80,1 kN)
- *Kapaciteta goriva: 1 325 ameriških galon (5020 litrov)

 Zmogljivost 
- Maks. hitrost: Mach 1,86 (1 225 mph, 1 975 km/h) at 36 000 ft (11 000 m)
- Potovalna hitrost: 570 mph (495 vozlov)
- Bojni radij: 450 mi (730 km)
- Največji doseg: 1 735 mi (2 795 km) z dodatnimi odvrgljivimi rezervoraji
- Višina leta: 58 000 ft (17 700 m)
- Hitrost vzpenjanja: 31 950 ft/min (162,3 m/s)
- Obremenitev kril: 77,3 lb/ft² (377,6 kg/m²)
- Razmerje potisk/teža: 0,62
- Razmerje vzgon/upor: 12,8

Oborožitev

- Strelno orožje: 4× 20 mm (0,79 in) Colt Mk 12 top pod, 125 nabojev
- Nosilci za orožje: 2× pod straneh trupa(za rakete AIM-9 Sidewinder in Zuni) in 2× podkrilni nosilci
- Rakete: 

  - 2× LAU-10 nosilci raketni (vsak z 4× 5 inch (127mm) raketami Zuni)
- Izstrelki: 

  - Rakete zrak-zrak:
    - 4× AIM-9 Sidewinder ali Matra Magic (na francoskih F-8E(FN))

  - Rakete zrak-zemlja:
    - 2× AGM-12 Bullpup
- Bombe: 

  - 12× 250 lb (113 kg) Mark 81 bomb ali
  - 8× 500 lb (227 kg) Mark 82 bomb ali
  - 4× 1,000 lb (454 kg) Mark 83 bomb ali
  - 2× 2,000 lb (907 kg) Mark 84 bomb

Letalska elektronika

- Magnavox AN/APQ-84 ali AN/APQ-94 radar